# Turgay Bahadır
Turgay Bahadır (* 15. Jänner 1984 in Wien) ist ein österreichisch-türkischer Fußballspieler.

## Karriere

### Verein
Turgay Bahadır begann seine Karriere in den Jugendmannschaften von SC Red Star Penzing und des Traditionsvereins FC Vienna. Mit der Vienna wurde Bahadır in der Saison 1999/00 Wiener Jugendmeister. Der damalige Rapid BNZ-Trainer Andreas Heraf wurde daraufhin auf ihn aufmerksam und holte ihn zu Rapid.
Als Heraf zur Saison 2003/04 zu Austria Lustenau wechselte, nahm er Bahadır in die Erste Liga mit. Bei Austria Lustenau avancierte er zum U-21 Nationalspieler Österreichs. Zur Saison 2006/07 folgte er ein weiteres Mal seinem Trainer Andreas Heraf zum SC Schwanenstadt.
Ein Jahr später folgte der Karrieresprung zum türkischen Erstligisten Kayserispor. Mit diesem Verein wurde Bahadır in der Saison 2007/08 Fünfter in der Süper Lig und Türkischer Pokalsieger 2008 und war damit an der bis dato erfolgreichsten Saison der Vereinsgeschichte beteiligt.
Im Sommer 2009 wechselte er innerhalb der Süper Lig zu Bursaspor. Mit diesem Verein führte nahezu die gesamte Saison die Süper Lig an und lieferte sich bis zum letzten Spieltag mit Fenerbahçe Istanbul ein packendes Kopf-an-Kopf-Rennen welches man für sich entschied. Durch die errungene Meisterschaft schrieb der Verein türkische Fußballgeschichte, indem Trabzonspor der zweite anatolische Verein wurde, der die Meisterschafts-Hegemonie der drei großen Istanbuler Klubs Fenerbahçe, Galatasaray und Beşiktaş brechen konnte. Bahadır war besonders in der Meisterschaftssaison ein wichtiger Leistungsträger und zählte wie die gesamte Mannschaft zu einem der legendärsten Spieler seines Vereins. In den nachfolgenden zwei Spielzeiten wurde er mit seinem Team ein Mal Tabellendritter der Süper Lig und ein Mal Türkischer Pokalfinalist.
Zur Saison 2012/13 verließ er Bursaspor und wechselte zum Ligakonkurrenten Istanbul Büyükşehir Belediyespor.
In der letzten Woche der Sommertransferperiode 2013 wechselte Bahadir zum Erstligisten Kayseri Erciyesspor.
Zur Saison 2014/15 heuerte Bahadır beim Ligarivalen Kardemir Karabükspor an und arbeitete wieder mit Tolunay Kafkas zusammen welcher ihn 2007 in die Türkei zu Kayserispor geholt hatte. In der Wintertransferperiode 2014/15 verließ er diesen Verein wieder. Bereits zur nächsten Rückrunde zog er zum Zweitligisten Gaziantep Büyükşehir Belediyespor weiter.
Im Jänner 2016 kehrte er nach Österreich zurück und setzte seine Karriere da fort, wo sie begann, beim First Vienna FC 1894.

### Nationalmannschaft
2003 kam Bahadır in der österreichischen U-21-Nationalmannschaft zu einem Einsatz. Den österreichisch-türkischen Doppelstaatsbürger wollte 2008 die Türkei in ihre Fußballnationalmannschaft einberufen, das war gemäß den damaligen FIFA-Bestimmungen aufgrund des früheren Einsatzes für die österreichische Nachwuchsauswahl aber nicht möglich. Bahadır erklärte, gerne für Österreich spielen zu wollen; er wurde auch im Auftrag des ÖFB beobachtet, und sein Klub wurde einmal per Fax benachrichtigt, dass Bahadır auf der Abrufliste für die ÖFB-Auswahl (ausgerechnet für das Testspiel gegen die Türkei) stehe. Mit Bahadır persönlich nahm allerdings seitens des ÖFB niemand Kontakt auf. Eine Änderung der FIFA-Bestimmungen erlaubt Spielern, die zum Zeitpunkt eines Einsatzes in einer Nachwuchsauswahl bereits eine Doppelstaatsbürgerschaft besaßen, seit 2010 auch die Einberufung in die Nationalmannschaft des anderen Landes. Das nutzte Guus Hiddink und berief Bahadır für die Türkei ein: Am 22. Mai 2010 gab er in einem Freundschaftsspiel gegen Tschechien sein Debüt für die Türkische Fußballnationalmannschaft.

## Titel und Erfolge
SK Rapid Wien
- Meister Toto Jugendliga: 2000

Austria Lustenau
Youngstar des Monats (Erste Liga): August 2003
Kayserispor
- Türkischer Pokalsieger: 2007/08
- Tabellenfünfter der Süper Lig: 2007/08

Bursaspor
- Türkischer Meister: 2009/10
- Tabellendritter der Süper Lig: 2010/11
- Türkischer Pokalfinalist: 2011/12
- Fair-Play-Preis: 2012

## Trivia
Seine beiden Cousins Cem und Cemil Tosun sind ebenfalls Fußballer. Cem steht bei Denizlispor unter Vertrag, Cemil hat 2013 seine Karriere beendet.